# Datian (köping i Kina, Hainan)
Datian (kinesiska: 大田镇, 大田) är en köping i Kina. Den ligger i provinsen Hainan, i den södra delen av landet, omkring 190 kilometer sydväst om provinshuvudstaden Haikou. Antalet invånare är 26 743. Befolkningen består av 12 741 kvinnor och 14 002 män. Barn under 15 år utgör 23,0 %, vuxna 15-64 år 70 %, och äldre över 65 år 6,0 %.
Genomsnittlig årsnederbörd är 1 630 millimeter. Den regnigaste månaden är juli, med i genomsnitt 279 mm nederbörd, och den torraste är februari, med 13 mm nederbörd.